# Marquinhos Cipriano
Marcos Robson Cipriano (Catanduva, Brasil, 9 de febrero de 1999) es un futbolista brasileño. Su posición es la de defensa y su club es el F. C. Sion de la Superliga de Suiza.

## Trayectoria
El 25 de julio de 2021 se hizo oficial su llegada al F. C. Sion en calidad de cedido por una temporada. Una vez esta terminó se fue, también a préstamo, al Cruzeiro E. C. El 17 de septiembre debutaría con el equipo en liga ante el CRB arrancando como titular y saliendo de cambio al 73', su equipo terminaría ganando dicho encuentro por marcador de 0-2.
En marzo de 2023 se canceló la cesión y se marchó al Avaí F. C. En este equipo estuvo tres meses antes de volver a Europa después de fichar por el A. C. Omonia Nicosia. Allí permaneció durante una campaña y en agosto de 2024 regresó al F. C. Sion firmando un contrato hasta junio de 2026.

## Selección nacional

### Participaciones en selección nacional
| Torneo                              | Categoría | Sede    | Resultado    | Partidos | Goles |
| ----------------------------------- | --------- | ------- | ------------ | -------- | ----- |
| Torneo Esperanzas de Toulon de 2017 | Sub-20    | Francia | Primera fase | 3        | 0     |
| Sudamericano 2019                   | Sub-20    | Chile   | Fase final   | 6        | 0     |

## Estadísticas

### Clubes
Actualizado al último partido disputado el 6 de mayo de 2023.
| São Paulo F. C. · Brasil                                                      | 1.ª           | 2018          | 0  | 0 | 1 | 0 | - | - | - | - | 1  | 0 |
| São Paulo F. C. · Brasil                                                      | Total club    | Total club    | 0  | 0 | 1 | 0 | 0 | 0 | 0 | 0 | 1  | 0 |
| F. K. Shajtar Donetsk · Ucrania                                               | 1.ª           | 2018-19       | 5  | 0 | - | - | - | - | - | - | 5  | 0 |
| F. K. Shajtar Donetsk · Ucrania                                               | 1.ª           | 2019-20       | 12 | 1 | - | - | - | - | - | - | 12 | 1 |
| F. K. Shajtar Donetsk · Ucrania                                               | 1.ª           | 2020-21       | 8  | 0 | - | - | - | - | - | - | 8  | 0 |
| F. K. Shajtar Donetsk · Ucrania                                               | Total club    | Total club    | 25 | 1 | 0 | 0 | 0 | 0 | 0 | 0 | 25 | 1 |
| F. C. Sion · Suiza                                                            | 1.ª           | 2021-22       | 32 | 0 | - | - | 1 | 0 | - | - | 33 | 0 |
| F. C. Sion · Suiza                                                            | Total club    | Total club    | 32 | 0 | 0 | 0 | 1 | 0 | 0 | 0 | 33 | 0 |
| Cruzeiro E. C. · Brasil                                                       | 2.ª           | 2022          | 7  | 0 | - | - | - | - | - | - | 7  | 0 |
| Cruzeiro E. C. · Brasil                                                       | 2.ª           | 2023          | 0  | 0 | 3 | 0 | - | - | - | - | 3  | 0 |
| Cruzeiro E. C. · Brasil                                                       | Total club    | Total club    | 7  | 0 | 3 | 0 | 0 | 0 | 0 | 0 | 10 | 0 |
| Avaí F. C. · Brasil                                                           | 2.ª           | 2023          | 5  | 0 | - | - | - | - | - | - | 5  | 0 |
| Avaí F. C. · Brasil                                                           | Total club    | Total club    | 5  | 0 | 0 | 0 | 0 | 0 | 0 | 0 | 5  | 0 |
| Total carrera                                                                 | Total carrera | Total carrera | 69 | 1 | 4 | 0 | 1 | 0 | 0 | 0 | 74 | 1 |
| (1) Incluye datos de la Copa Brasil (2) Incluye datos de la Copa Libertadores |               |               |    |   |   |   |   |   |   |   |    |   |

## Palmarés

### Títulos nacionales
| Título                  | Club                  | País    | Año     |
| ----------------------- | --------------------- | ------- | ------- |
| Liga Premier de Ucrania | F. K. Shajtar Donetsk | Ucrania | 2018-19 |
| Copa de Ucrania         | F. K. Shajtar Donetsk | Ucrania | 2018-19 |
| Liga Premier de Ucrania | F. K. Shajtar Donetsk | Ucrania | 2019-20 |
| Serie B                 | Cruzeiro E. C.        | Brasil  | 2022    |